# Belgische Jeugdbond voor Natuurstudie
Belgische Jeugdbond voor Natuurstudie, vaak afgekort tot BJN, ontstond uit Belgische leden van de Nederlandse Jeugdbond voor Natuurstudie (NJN) en is een van de twee voorlopers van de huidige Jeugdbond voor Natuur en Milieu (JNM). De Belgische JNM is in 1983 ontstaan uit een fusie van deze BJN met de Wielewaaljongeren.